# Cerkev sv. Tomaža, Idrsko
Cerkev sv. Tomaža je podružnična cerkev Župnije Kobarid, ki stoji v Idrskem ob glavni cesti Kobarid–Tolmin. Idrsko cerkev so začeli graditi iz ostankov ene najstarejših cerkva na Kobariškem, ki je stala zahodno od Mlinskega, ob stari poti na Svino, ki jo je spodjedla voda. Cerkev v Idrskem je bila zgrajena na sedanjem mestu leta 1765, leta 1861 je bil postavljen zvonik, leto kasneje sta pa bila dodana še dva zvonova. Njegova posebnost je nagnjenost proti Matajurju, saj je bil zgrajen na mehkih tleh.
Stari ljudje so pravili, da je bilo ob posvetitvi Idrske cerkve zapisano, da mora maša biti tu vsaj dvakrat letno v decembru in na nedeljo po sv. Roku. Idrski sejem praznujemo 16. avgusta v počastitev godovnega dne sv. Roka, ki je upodobljen na stranskem oltarju. Na začetku sta bila lesena kipa iz stare cerkve sv. Tomaža, ki je bila na poti v Svino, prenesena v sedanjo cerkev. Potem so ju umaknili, eden naj bi se izgubil drugi, pa je restavriran v župnišču v Kobaridu.
V cerkvi je strop prezbiterja banjasto obokan, medtem ko ima ladja zrcalni strop. Cerkev ima lep baročni kropilnik poleg pa je vzidan konzolni kamnit kropilnik. V cerkvi je lep kvaliteten osrednji oltar sv. Tomaža iz leta 1909, delo kamnoseka Antona Britežnika iz Gorice, medtem ko sta stranska lesena oltarja delo Jakoba Špika iz Bukovega iz leta 1877. Kipi sv. Tomaža, sv. Roka in sv. Marka na oltarju so iz mavca. Na severni strani cerkve je slika Kristusovega vnebovzetja, na južni strani pa je slika Marijinega vnebovzetja. Slike na stranjskih oltarjih je izdelal Jurij (Georg) Tavčer iz Idrije leta 1855. Na strani cerkve, obrnjeni proti Matajurju, je tudi spomenik NOB. Sedanja vhodna vrata imajo vrezljane spirale in letnico 2015, vrata v zvonik pa imajo vrezljano letnico 1999. Nekoč sta bila v Idrskem zvoniku dva zvonova, enega od teh so odpeljali fašisti.
Maše v tej cerkvi so v nedeljo po sv. Roku 16. avgusta, na dan sv. Štefana 26. decembra in priložnostno dvakrat v mesecu ob ponedeljkih.